# Мазяр, Владимир Иванович
Влади́мир Ива́нович Ма́зяр (укр. Володимир Іванович Мазяр; род. 28 сентября 1977, Каменка, Хмельницкая область) — украинский футболист, нападающий; тренер.

## Карьера игрока
Воспитанник львовского футбола. После удачных сезонов в низших лигах украинского чемпионата привлёк внимание селекционеров киевского «Динамо», куда его пригласили и он выступал преимущественно во второй и третьей столичной команде, выиграв с «Динамо-2» турнир Первой лиги.
Далее в его карьере были полтавская «Ворскла» и «Днепр» из Днепропетровска, где он провёл пару неплохих сезонов, выступив за «Ворсклу» в Кубке Интертото и Кубке УЕФА и выиграв бронзовые медали чемпионата Украины с «Днепром». По итогам 1999 года был включен в список 33-х лучших футболистов Украины.
После смены ряда украинских клубов в 2007 году уехал в Азербайджан и провёл два хороших сезона за «Симург» из Закаталы, где тренером был украинский специалист Роман Покора. Стал лучшим бомбардиром в истории команды и выиграл с ней бронзу местного чемпионата. Закончил выступления на профессиональном уровне в 2010 году.
Затем играл в чемпионате Львовской области за «Луч» (Самбор), «Карьер» (Торчиновичи) и «Николаев», а также выступал за мини-футбольный «Каменяр-Термопласт» из Дрогобыча.
В Высшей лиге Украины провёл 84 матча, забил 16 голов. Сыграл 6 матчей в Кубке УЕФА и 1 матч в Лиге Европы.

### Достижения
- Бронзовый призёр чемпионата Украины: 2000/01
- Бронзовый призёр чемпионата Азербайджана: 2008/09
- Победитель Первой лиги Украины (2): 1998/99, 2003/04

## Тренерская карьера
В феврале 2013 года Владимир Мазяр назначен главным тренером днепродзержинской «Стали», которую по результатам сезона 2013/14 вывел в Первую лигу Украины, а затем и в Премьер-лигу. Но в январе 2016 года был отправлен в отставку президентом клуба, уступив место нидерландскому специалисту Эрику ван дер Меру.
В апреле того же года назначен главным тренером ровенского «Вереса» и закончил с ним турнир Первой лиги Украины на третьем месте. С августа до ноября 2017 года — главный тренер клуба Первой лиги «Рух» (Винники).
С ноября 2017 года — главный тренер клуба Второй лиги «Полесье» (Житомир). Однако через три недели сотрудничества контракт между тренером и клубом был расторгнут по причине того, что в соглашении была опция: если Владимиру Ивановичу будет предложена работа за границей он сможет его разорвать.
В конце декабря 2017 года Мазяр стал главным тренером казахстанского клуба «Акжайык» из Уральска. И привлёк в местную команду 7 украинских легионеров, что стало рекордом для Украины. После 9 туров команда уверенно шла на 6 месте с 10 очками, но после подозрительного проигрыша в «Актобе» со счётом 3:5, Мазяр 15 мая 2018 года подал в отставку, заявив, что футболисты «не слушали тренера». Не прошло и месяца, «Акжайык» отзаявил сразу троих украинцев.
В январе 2019 года возглавил «Горняк-Спорт». 9 сентября 2019 года покинул команду по состоянию здоровья. На следующий день Мазяр возглавил «Львов». 31 октября 2019 года покинул клуб по обоюдному согласию сторон.

### Достижения
- Серебряный призёр Первой лиги Украины: 2014/15
- Бронзовый призёр Первой лиги Украины: 2016/17
- Серебряный призёр Второй лиги Украины (2): 2013/14, 2015/16